# Carpathonesticus racovitzai
Espèce
Synonymes
- Nesticus racovitzai Dumitrescu, 1980

Carpathonesticus racovitzai est une espèce d'araignées aranéomorphes de la famille des Nesticidae.

## Distribution
Cette espèce est endémique de Roumanie.

## Étymologie
Cette espèce est nommée en l'honneur d'Emil Racoviță.

## Publication originale
- Dumitrescu, 1980 : La monographie des représentants du genre Nesticus des grottes de Roumanie, IIe note. Travaux de l'Institut de Spéologie Émile Racovitza, vol. 19, p. 77-101.